# Зимівниківська культура

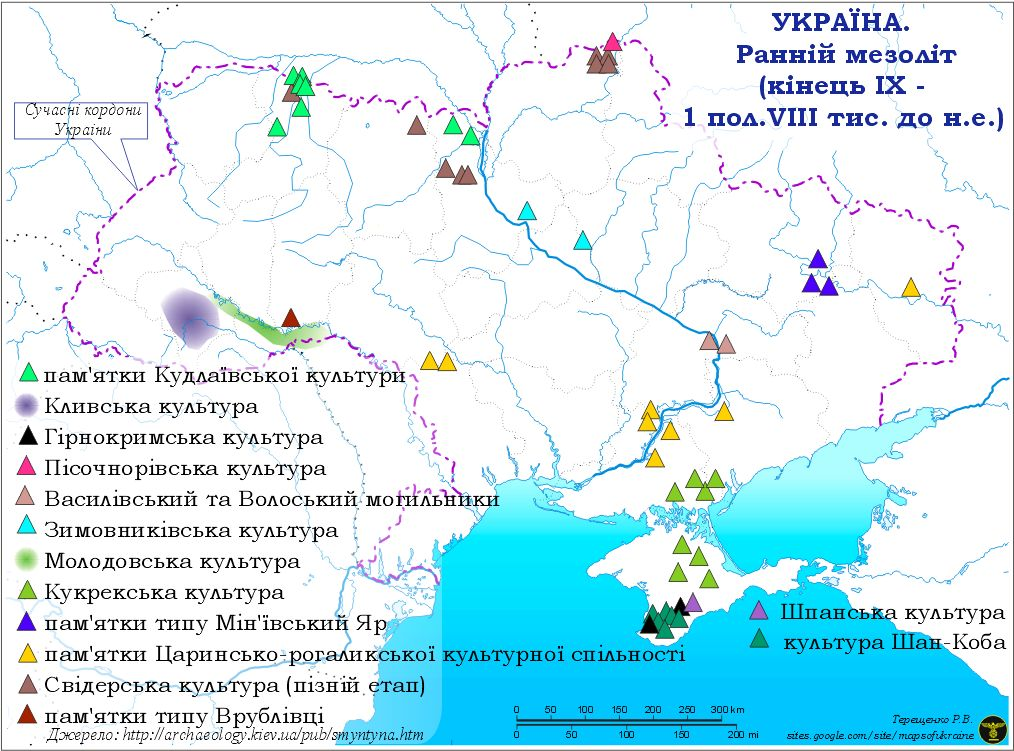

Зимівниківська культура — археологічна культура середньокам'яної доби.
Названа за стоянкою Зимівники у Довжанському районі Луганської області.
Група стоянок з крем'яним інвентарем, якому властиві грубі, високі трапеції, відщепова техніка обробки кременю за допомогою твердого відбійника, одноплошинні нуклеуси, скребачки та різці на відщепах. Поширена в лісостеповій та степовій частині Центральної та Східної України у Середній Наддніпрянщині, Сіверськодонеччині та Подонні.
Досліджені стоянки: Зимівники, Мурзина Балка (у 5-6 км північніше Зимівників), «Сурський-V», Сабівка (біля міста Олександрівськ), «Загай-І», «В'язівок-4а», Дніпровець.
Десятки стоянок відкрито у озерній долині Сіверського Дінця, вздовж понад 50 км за течією річки, від Кремінного лісу вниз до міста Слов'яносербськ.
Датується кінцем IX—VII тис. до Р. Х.).
На стоянці «В'язівок 4а» під Лубнами розкопано рештки п'яти округлих у плані зимових напівземлянок, господарчі ями. Знайдено кістки тура, оленя, лося, коня, бобра, птиці, риби, а також кістяні вістря, уламки кісток з геометричним орнаментом. Основою господарства було полювання на копитних лісостепу та рибальство. Культура сформувалася на місцевому підґрунті під впливом красносільської культури Полісся. Розвивалася в контакті з піщанорівською культурою Подесіння.

## Лінгбійсько-аренгсбурзька культурно-історична спільність
Леонід Залізняк та інші археологи вважають, що зимівниківська, ієневська (Волго-окське міжріччя), гренська (Посожжя, горішня Наддніпрянщина), піщанорівська (Подесіння) й усть-камська (Покам'я) культури складають єдину історико-культурну спільноту (КІС), що разом з культурами Фосна й Комса та іншими входить до лінгбійсько-аренгсбурзької культурно-історичної спільності. Населення усіх вищевказаних культур було мисливцями, що пересувалося услід стад оленів.